# Nacho Casanova
Nacho Casanova (* 4. Februar 1987 in Las Palmas de Gran Canaria; eigentlich Ignacio Díaz-Casanova Montenegro) ist ein spanischer Fußballspieler und -trainer.

## Karriere
Nacho Casanovas erste Station im Profisport war bei UD Las Palmas, mit denen er in der Segunda División spielte. Es folgten weitere Stationen bei der zweiten Mannschaft von RCD Mallorca, ein Leihgeschäft bei Águilas CF und eine Saison bei Alicante CF. Von Sommer 2011 bis Sommer 2012 stand er in Österreich beim amtierenden ÖFB-Cup-Gewinner SV Ried unter Vertrag. Daraufhin wechselte er zum FC Pasching. Anfang 2014 wechselte er zu SV Horn, wo er nur eineinhalb Jahre blieb. Im Sommer 2015 wechselte er zum Aufsteiger SC Mannsdorf in die Landesliga Niederösterreich. Diesen führte er mit seinen 21 Toren zum Meistertitel und Aufstieg in die Regionalliga Ost. In der Winterpause 2017/18 verließ er den Verein und kehrte wieder nach Spanien zurück. Über seinen weiteren Karriereverlauf ist nichts Näheres bekannt. Laola1 gibt etwa im Frühjahr 2021 an, dass er vereinslos wäre. In spanischen Medien scheint er etwa um das Jahr 2022 als Trainer der Frauenfußballmannschaft des Sant Cugat FC auf.

## Erfolge

### Mit dem FC Pasching
- Österreichischer Pokalsieger 2012/13

### Mit dem SC Mannsdorf
- Meister der 1. NÖN-Liga und Aufstieg in die Regionalliga Ost: 2014/15